# Francis Mourey

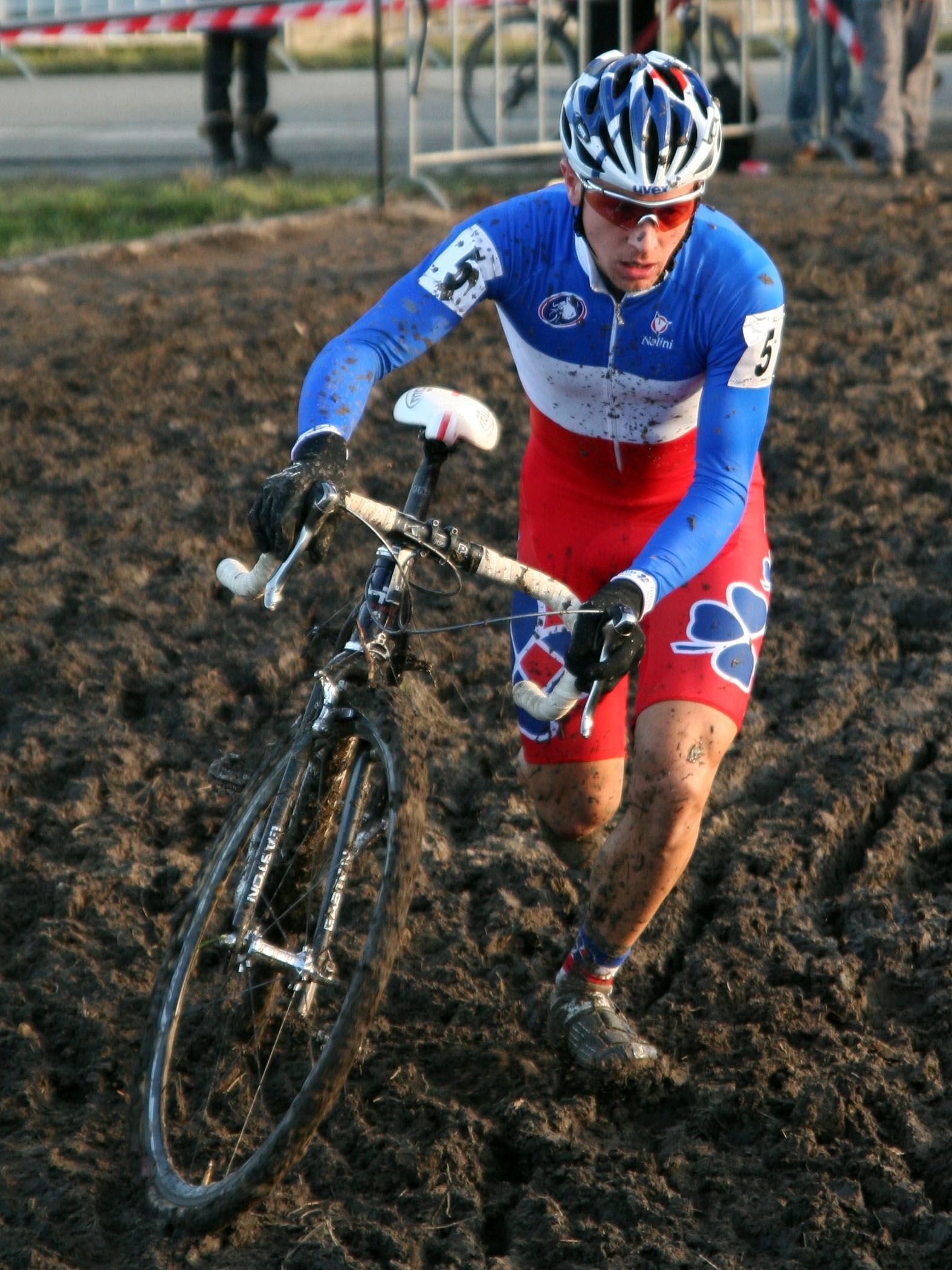
Francis Mourey beim Noordzeecross 2007 in Middelkerke

Francis Mourey (* 8. Dezember 1980 in Chazot) ist ein ehemaliger französischer Radrennfahrer, der im Cyclocross und auf der Straße aktiv war. In den 2000er und 2010er Jahren war er der stärkste Cyclocrossfahrer seines Landes.

## Karriere
Der sportliche Schwerpunkt von Francis Mourey lag beim Cyclocross. Er wurde 2001 und 2002 französischer Meister in der U23-Klasse, 2005 gewann er erstmals den nationalen Titel in der Elite. Bis 2016 kamen weitere acht nationale Titel dazu. Auf nationaler Ebene gewann er von 2004 bis 2016 elfmal in Folge die französische Rennserie im Cyclocross (Challenge de la France, ab 2015 Coupe de France). Seinen größten internationalen Erfolg feierte er bei den Cyclocross-Weltmeisterschaften 2006 in Zeddam, wo er zwei Sekunden hinter dem Sieger Erwin Vervecken Dritter wurde und sich somit die Bronzemedaille sicherte. Im Weltcup konnte er 2006 in Treviso und 2013 in Namur jeweils einen Lauf gewinnen, insgesamt beendete er dreimal eine Weltcup-Saison als Fünfter der Gesamtwertung.
Neben seinem Engagement im Cyclocross bekam Mourey 2004 einen Profivertrag bei dem Straßenradsport-Team fdjeux.com, bei dem er zwölf Jahre blieb. Dort konnte er im selben Jahr eine Etappe der Route du Sud gewinnen. Mit dem Team nahm er insgesamt achtmal an einer Grand Tour teil. Bestes Ergebnis in der Gesamtwertung war der 20. Platz beim Giro d’Italia 2013, womit er bestplatzierter Fahrer seines Teams war. Die Saison 2013 war gleichzeitig auch seine beste, in der er mit dem Gewinn des Eintagesrennens Tro Bro Leon seinen größten Erfolg auf der Straße erzielte.
Nachdem Mourey ab 2018 nur im Cyclocross an den Start gegangen war, beendete er nach der Cyclocross-Saison 2018/2019 – nach dem nochmaligen Gesamtsieg im Coupe de France – im Alter von 39 Jahren seine Karriere als Radrennfahrer.

## Erfolge

### Cyclocross
2000/2001
- Französischer Meister (U23)

2001/2002
- Französischer Meister (U23)
- Gesamtwertung Challenge de la France cycliste (U23)

2004/2005
- Französischer Meister
- Challenge de la France cycliste 1, Val-Joly
- Gesamtwertung Challenge de la France cycliste

2005/2006
- Weltmeisterschaften
- Challenge de la France cycliste 2, Athée-sur-Cher
- Challenge de la France cycliste 3, Nommay
- Gesamtwertung Challenge de la France cycliste

2006/2007
- UCI-Weltcup #4 in Treviso
- Internationales Radquer Dagmersellen, Dagmersellen
- Französischer Meister
- Challenge de la France cycliste 1, Hénin-Beaumont
- Challenge de la France cycliste 2, Sablé-sur-Sarthe
- Challenge de la France cycliste 3, Blaye
- Gesamtwertung Challenge de la France cycliste

2007/2008
- Challenge de la France Cycliste 1, Sarrebourg
- Intern. Radquer Steinmaur, Steinmaur
- Cyclo-Cross International de Marle, Marle
- Challenge de la France Cycliste 2, Quelneuc
- Radquer Wetzikon, Wetzikon
- Challenge de la France Cycliste 3, Cap d’Agde
- Cyclo-Cross de Nommay, Nommay
- Französischer Meister
- Gesamtwertung Challenge de la France cycliste

2008/2009
- Challenge de la France Cycliste 1, Montrevel
- Cyclo-Cross International de Marle, Marle
- Int. Radquer Hittnau, Hittnau
- Challenge de la France Cycliste 2, Le Creusot
- Challenge de la France Cycliste 3, Quelneuc
- Internationales Radquer Dagmersellen, Dagmersellen
- Französischer Meister
- Gesamtwertung Challenge de la France cycliste

2009/2010
- Challenge de la France Cycliste de Cyclo-Cross 1, Saint-Quentin
- Cyclo-Cross International de Marle, Marle
- Challenge de la France Cycliste de Cyclo-cross 2, Besançon
- Challenge de la France, Quelneuc
- Internationales Radquer Dagmersellen, Dagmersellen
- Grote Prijs De Ster, Sint-Niklaas
- Französischer Meister
- Gesamtwertung Challenge de la France cycliste

2010/2011
- Star Crossed Cyclocross, Redmond
- Rad Racing Grand Prix, Redmond
- Cross Vegas, Las Vegas
- Cyclo-Cross International de Marle, Marle
- Grand Prix de la Région Wallonne, Dottignies
- Challenge la France Cycliste de Cyclo-cross 2, Miramas
- Challenge la France Cycliste de Cyclo-cross 3, Saint-Jean-de-Monts
- Internationales Radquer Dagmersellen, Dagmersellen
- Grand Prix Hotel Threeland, Pétange
- Radquer Bussnang, Bussnang
- Französischer Meister
- Gesamtwertung Challenge de la France cycliste

2011/2012
- Challenge la France de Cyclocross, Lignières-en-Berry
- Cyclo-Cross International de Marle, Marle
- Cyclocross Nommay Pays de Montbéliard, Nommay
- Internationales Radquer Frenkendorf, Frenkendorf
- Challenge la France de Cyclocross, Rodez
- Challenge la France de Cyclocross, Besançon
- Internationales Radquer Dagmersellen, Dagmersellen
- Gesamtwertung Challenge de la France cycliste

2012/2013
- Süpercross Baden, Baden
- Cyclocross International d’Aigle, Aigle
- Challenge National 1ère Epreuve, Saverne
- Cyclo-Cross International de Marle, Marle
- Internationales Radquer Frenkendorf, Frenkendorf
- Challenge National 2ème Epreuve, Besançon
- Challenge National 3ème Epreuve, Pontchâteau
- Internationales Radquer Dagmersellen, Dagmersellen
- GP-5-Sterne-Region, Beromünster
- Cyclocross Bussnang, Bussnang
- Französischer Meister
- Gesamtwertung Challenge de la France cycliste

2013/2014
- Challenge National 1ère Epreuve, Saint-Étienne-lès-Remiremont
- Internationales Radquer Steinmaur, Steinmaur
- Cyclo-Cross International de Marle, Marle
- Internationales Cross Wochenende Wiesbaden, Wiesbaden
- GGEW City Cross Cup, Lorsch
- Challenge de la France Cycliste 2, Quelneuc
- Ciclocross del Ponte, Faè di Oderzo
- UCI-Weltcup, Namur
- Internationales Radquer Dagmersellen, Dagmersellen
- Challenge National 3ème Epreuve, Flamanville
- Französischer Meister
- Cyclocross International du Mingant Lanarvily, Lanarvily
- Gesamtwertung Challenge de la France cycliste

2014/2015
- EKZ CrossTour, Baden
- EKZ CrossTour, Dielsdorf
- Coupe de France #1, Besançon
- Internationales Radquer Steinmaur, Steinmaur
- Val d’Ille Cyclocross Tour, La Mézière
- Cyclocross Quelneuc, Quelneuc
- Coupe de France #2, Lanarvily
- Internationales Radquer Dagmersellen, Dagmersellen
- Cyclo-Cross International de Nommay, Nommay
- Gesamtwertung Coupe de France cycliste

2015/2016
- EKZ CrossTour, Meilen
- Gesamtwertung EKZ CrossTour
- Französischer Meister

2016/2017
- EKZ CrossTour, Hittnau
- Coupe de France #1, Gervans

2017/2018
- Coupe de France #2, La Mézière

2018/2019
- Coupe de France #1, Razès
- Coupe de France #2, Pierric
- Coupe de France #3, Flamanville
- Cyclocross de Jablines, Jablines
- Gesamtwertung Coupe de France cycliste

### Straße
2004
- eine Etappe Route du Sud

2013
- eine Etappe Circuit Cycliste Sarthe
- Tro-Bro Léon

## Platzierung bei den Grand Tours
| Grand Tour            | 2004 | 2005 | 2006 | 2007 | 2008 | 2009 | 2010 | 2011 | 2012 | 2013 | 2014 | 2015 |
| --------------------- | ---- | ---- | ---- | ---- | ---- | ---- | ---- | ---- | ---- | ---- | ---- | ---- |
| Giro d’ItaliaGiro     | 104  | −    | −    | 43   | −    | −    | −    | −    | 78   | 20   | 33   | 43   |
| Tour de FranceTour    | −    | 94   | −    | −    | −    | −    | −    | −    | −    | −    | −    | −    |
| Vuelta a EspañaVuelta | −    | −    | −    | −    | 96   | −    | −    | −    | −    | −    | −    | −    |